# Masato Ishiwa
Masato Ishiwa (石輪 聖人 Ishiwa Masato?), född 25 maj 1996 i Tottori prefektur, är en japansk fotbollsspelare.
Ishiwa började sin karriär 2014 i Gainare Tottori. Han spelade 10 ligamatcher för klubben. Han avslutade karriären 2015.